# 聖公宗
聖公宗（英語：Anglicanism；或，意為「主教制教會」），又稱為聖公會、安立甘宗，是指組織制度、神學思想、禮儀傳統源自英國（英格蘭）的英格蘭教會和愛爾蘭教會、及其於世界各地衍伸出來的教會之總稱，為新教的主要宗派之一。其英語原意為「英國式教會」或「盎格魯式教會」。其因教義、體制與天主教會（舊教）相差不大，又被稱為「新教中的舊教」。截至2011年，全球聖公宗基督徒超過8500萬人。
聖公宗起源於16世紀，标志性事件为英格蘭國王亨利八世因離婚問題與教宗产生矛盾，遂實行英國宗教改革，立英格蘭教會为国教，將英國的教會自天主教會分立出來；後來隨著海外傳教的進行，世界各地陸續成立一系列衍生自英格蘭教會或愛爾蘭教會的教會團體，共同形成普世聖公宗。這些聖公宗的教會團體透過與英格蘭教會的主教長——坎特伯雷大主教共融，而成為普世聖公宗的一員；坎特伯雷大主教雖在普世聖公宗的主教中居於首位，但沒有如天主教會教宗般的最高領導權。
托馬斯·克蘭麥、理查德·霍克、休·拉蒂默等是聖公宗的代表人物，一如其他教派的路德、加爾文、諾克斯、慈運理和衛斯理等神學家。

## 名稱解釋
普世聖公宗團契（英語：Anglican communion）是神聖、大公及使徒所傳的教會的一部分，是與坎特伯雷总主教共融的成員教會構成的一个教會，是既大公又經過改革的教會。
由于英语中Anglican與Angli词型相近，有时会被误认为是非宗派名称，因此在美国、苏格兰等强调圣公会非英格兰民族特性的地区，称为“The Episcopal Church”（“Episcopal”意为“主教制的”），信徒称为“Episcopalian”。
聖公宗於1842年来华，早期名为「安立甘会」，为英语“Anglican”（盎格利的）的音译。1912年4月26日，在上海改名为「中华圣公会」，取《使徒信经》中“我信圣而公之教会”之意。现在漢語地區、韓國及日本基督徒都使用「聖公會」為公用名稱。

## 歷史

### 由英國輸出
十七世紀時英国聖公會開始在美國、澳洲、加拿大、紐西蘭和南非等地創立教會。從18世紀起，由一批聖公宗傳教士在亞洲、非洲及拉丁美洲建立聖公宗教會。英國聖公會派遣史丹頓牧師到香港成立聖公會，為聖公宗在華播教之始。

### 普世聖公宗團契
獨立自主的成员教会有完全的权限管辖本教会内部事务，不受英格兰教会或者其他外国成员教会的干涉，並通过和坎特伯里大主教的共融成为普世聖公宗教會的一部分。

### 按立聖品的制度
聖公宗具有完整的使徒統緒，特别是在按立神職人員的續承上。聖公會實行三品聖職：主教（監督）、祭司（司鐸、牧師）和執事（會吏、教理問答）。此制度是七件聖事之一──聖佚聖事。

## 教会纲领和禮文書

### 《三十九條信綱》
從天主教会分離出來後，聖公宗領袖須確定教義和信仰實踐上與天主教和歐陸新教之間的異同。在幾十年的形勢變化中，一系列關鍵性的教義文獻相繼出現，直至最後於1571年確認《三十九條信綱》。普世聖公宗內，不同成員教會對《三十九條信綱》的地位持不同觀點，例如美國聖公會1801年已刪除了關於英國王室至高無上的條文，現時該會神職人員和平信徒亦毋須遵守信綱條文。雖然《三十九條信綱》現時對教會已不再具約束力，但條文內容及其教義已被納入《公禱書》。

### 《公禱書》
圣公会的礼文书，同时也是普世圣公宗和各成员教会的法典。第一本《公祷书》于1549年写成，不但用英文编写，还有系统地编排经课表，从此成为崇拜时信徒认识信仰、一同敬拜、颂扬上主的工具，之后在1552年、1559年、1662年和1928年亦有推出不同版本或修订。1662年版是最后一本获英国国会接纳通过、具法律地位的《公祷书》。1928年版虽然不获英国国会接纳通过，却获主教院授权在教区及牧区使用。直到近代，英国国会已授权英格兰圣公会，自行决定教堂使用的崇拜礼文，无须再经国会通过。

## 信仰及神學

### 三重法碼
- 聖經、傳統、理性[3]作為聖公會的其中一個的信仰根基。

### 两大圣礼
普世聖公宗只承認兩個聖禮，聖洗禮和聖餐禮，但普遍視堅振禮、婚禮、按立禮、告解、傅油禮為重要宗教禮儀。

### 三大信经
- 承認普世神聖大公教會的三大信經：《使徒信經》、《尼西亞信經》和《亞他拿修信經》。

### 兰柏会议
兰柏会议始於1867年，是全球普世圣公宗的一个定期主教会议，主教出席需要得到邀请。150年以來，蘭柏會議在同性婚姻、按立女主教等重大議題上主導著聖公宗的思想。

## 普世聖公宗成员教会
- 英格蘭教會
- 蘇格蘭聖公會
- 威爾斯聖公會
- 愛爾蘭教會
- 澳洲聖公會
- 紐西蘭聖公會
- 加拿大聖公會
- 美國聖公會
  - 聖公會臺灣教區
- 香港聖公會
- 日本聖公會
- 大韓聖公會
- 中華聖公會
- 東南亞聖公會
- 奈及利亞聖公會
- 緬甸聖公會
- 菲律賓聖公會
- 耶路撒冷暨中東聖公會
- 亞歷山卓聖公會
- 墨西哥聖公會
- 西印度聖公會
- 美拉尼西亞聖公會
- 中美聖公會
- 巴西聖公會
- 智利聖公會
- 南美聖公會
- 南非聖公會
- 肯亞聖公會
- 中非聖公會
- 西非聖公會
- 蒲隆地聖公會
- 剛果聖公會
- 莫三比克暨安哥拉聖公會
- 印度洋聖公會
- 巴布亞紐幾內亞聖公會
- 盧安達聖公會
- 南蘇丹聖公會
- 蘇丹聖公會
- 坦尚尼亞聖公會
- 烏干達聖公會
- 南印度聯合教會
- 北印度聯合教會
- 巴基斯坦聯合教會
- 孟加拉聯合教會

### 引用
1. ↑  . www.pcchong.net.   [2020-10-09]. （原始内容存档于2020-11-12）.
2. ↑  Encyclopædia Britannica, Thirty-nine Articles (Church of England) （页面存档备份，存于）, "The status of the Thirty-nine Articles varies in the several churches of the Anglican Communion. Since 1865 Church of England clergy have had to declare only that the doctrine in the articles is 'agreeable to the Word of God.' In the Episcopal Church in the United States, where the articles were revised in 1801 to remove references to royal supremacy, neither clergy nor laity is required formally to subscribe to them. In 1977 the articles were relegated to an appendix in the revised prayer book."
3. ↑  范晉豪牧師：普世聖公會人（20）　呼爾克（一）：三重法碼 的存檔，存档日期2011-07-22. - 《教聲》第1740期 2009年7月12日 第四版
4. ↑  The Book of Common Prayer: Articles of Religion （页面存档备份，存于）, the Church of England
5. ↑  Howe, J.W., Pascoe, S.C., Our Anglican Heritage: Can an Ancient Church be a Church of the Future?, p119, "The Anglican Church recognizes only two sacraments, baptism and the Lord's Supper. Both of these are seen as having been specifically ordained by God as symbolic of the gospel and as means by which faith is strenthenged"
6. ↑  Encyclopædia Britannica, Anglican Communion （页面存档备份，存于）, "There are only two sacraments, baptism and the Eucharist, but the Communion honours confirmation, ordination, marriage, reconciliation of the penitent, and unction of the sick as important religious rites."

## 参閲
- 大公教會
- 新教
- 普世聖公宗、坎特伯雷大主教、聖公會派別
- 蘭柏會議、普世圣公宗咨议会、普世聖公宗牧首會議

## 外部連結
- Anglican Communion website （页面存档备份，存于）
- 中的“聖公宗”
- What it means to be an Anglican article（页面存档备份，存于）
- Anglican History website （页面存档备份，存于）
- Anglicans Online website （页面存档备份，存于）
- Online Anglican resources （页面存档备份，存于）